# (36935) 2000 SB227
2000 SB227 (asteroide 36935) é um asteroide da cintura principal. Possui uma excentricidade de 0.13655800 e uma inclinação de 6.97145º.
Este asteroide foi descoberto no dia 27 de setembro de 2000 por LINEAR em Socorro.